# Lov na city
Lov na city je druhé studiové album slovenského zpěváka a skladatele Vaša Patejdla, vydané v roce 1987 pod vydavatelstvím Opus. Z alba pochází asi nejznámější hit „Voňavky dievčat“. V září 2023 album poprvé vyšlo na CD, do té doby pouze existovalo na LP, MC kazetě nebo jako digitální MP3 album.

## Seznam skladeb
Hudbu složil(i) Vašo Patejdl, texty napsal(i) Ľuboš Zeman.
| Pořadí         | Název                         | Délka |
| -------------- | ----------------------------- | ----- |
| 1.             | To už poznám                  | 5:14  |
| 2.             | Umenie žiť                    | 4:33  |
| 3.             | Voňavky dievčat               | 3:25  |
| 4.             | Kam mám s tebou ísť           | 4:28  |
| 5.             | Vela je niekedy malo (Zostaň) | 4:37  |
| 6.             | Mal som rád beatnikov         | 3:08  |
| 7.             | Púpavová noc                  | 4:07  |
| 8.             | Zvykol som si spávať sám      | 6:38  |
| 9.             | Polnočný film                 | 3:21  |
| 10.            | Lov na city                   | 4:18  |
| Celková délka: | Celková délka:                | 43:49 |